# M43 (nébuleuse)
Pour les articles homonymes, voir M43.
M43, aussi désignée NGC 1982 et surnommée la nébuleuse de Mairan, est une nébuleuse en émission située dans la constellation d'Orion au nord de la grande nébuleuse d'Orion. 

Elle est découverte en 1731 par Jean-Jacques Dortous de Mairan, qui voit une « nébulosité brillante entourant une étoile ». Dans son dessin de M42, Charles Messier lui donne un numéro particulier, M43, en 1769. William Herschel la catalogua lui-même le 3 novembre 1783.
M43 est éclairée par l'étoile NU Orionis (HD 37061), de magnitude 7, et contiendrait un amas stellaire.

## Galerie

M43, au nord de M42 par le télescope spatial Hubble.
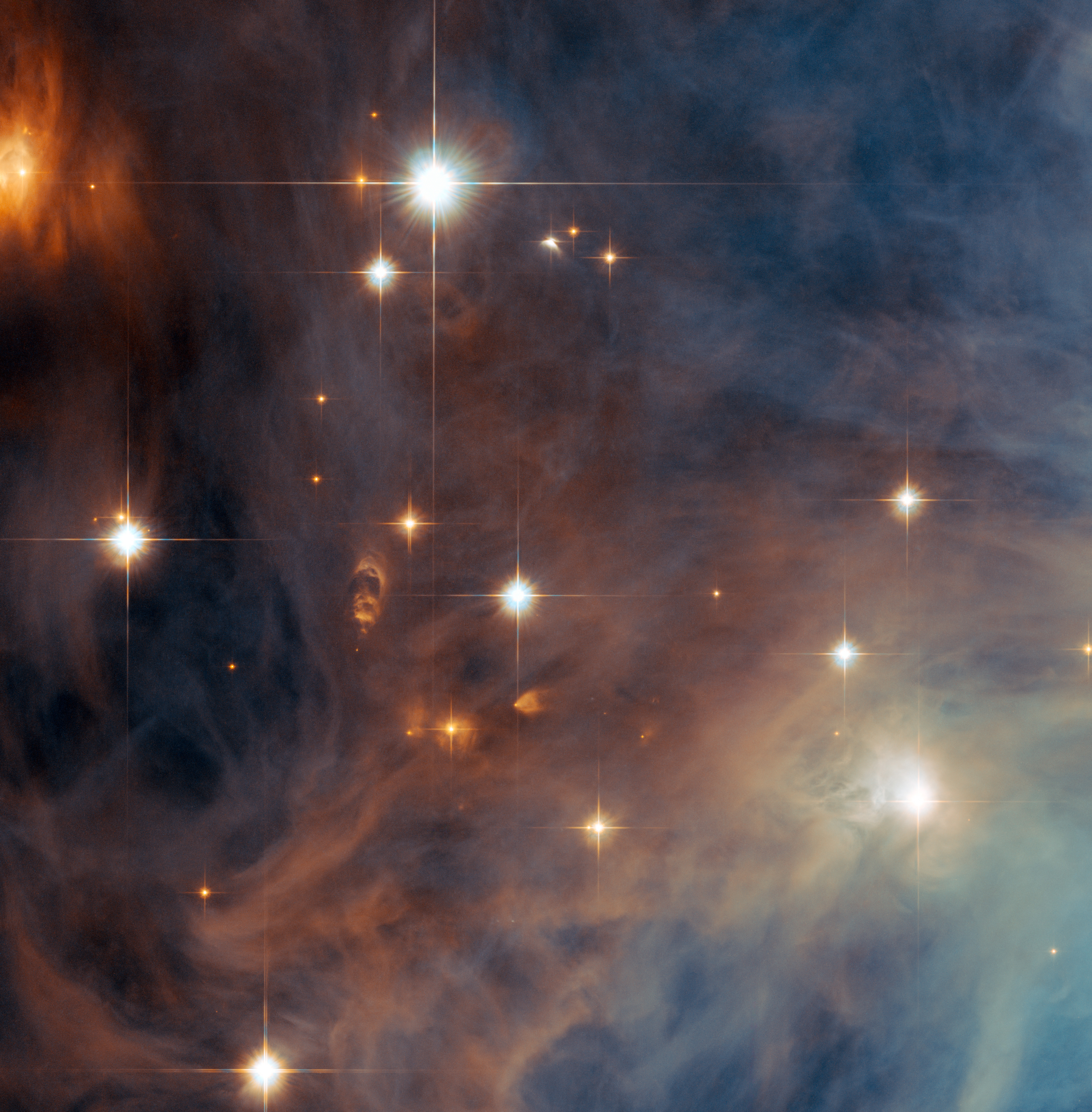
Gros plan sur M43 par l'imageur WFC du télescope spatial Hubble.
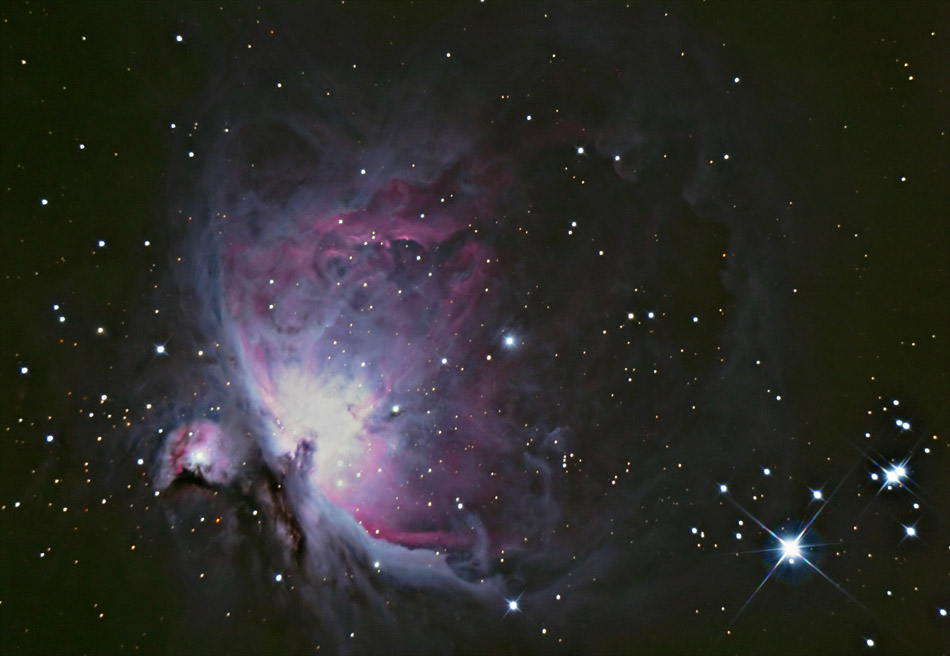
Sur cette photographie de Rochus Hess, M43 est à gauche de M42.